# انتخابات ریاست‌جمهوری مصر (۲۰۱۸)
انتخابات ریاست‌جمهوری مصر در ۲۶ و ۲۸ مارس ۲۰۱۸ برگزار شد. در ۲۹ مارس ۲۰۱۸ اعلام شد که عبدالفتاح سیسی رئیس‌جمهور وقت مصر برای بار دوم با بیش از ۹۷٪ آرا برنده شده‌است.
سیسی در ۱۹ ژانویه ۲۰۱۸ رسماً اعلام نامزدی برای دور دوم (دور آخر) کرده بود. در صورتی که نتایج در دور نخست مشخص نمی‌شد، دور دوم از ۱۹ تا ۲۱ آوریل در خارج از کشور و ۲۴ تا ۲۶ آوریل درون کشور برگزار می‌شد.

## روش
رئیس‌جمهور مصر با روش دومرحله‌ای انتخاب می‌شود. در صورتی که دور دوم در کار نباشد برنده در روز ۲ آوریل معرفی خواهد شد. اما اگر انتخابات به دور دوم رفت، نتایج نهایی در ۱ مه ۲۰۱۸ اعلام می‌شود. اگر تنها یک نامزد در انتخابات شرکت کند، می‌توان انتخابات را به صورت «آری یا نه» برگزار کرد به شرطی که حداقل پنج درصد از رأی‌دهندگان واجد شرایط در انتخابات شرکت کرده و به نامزد مورد نظر رأی آری بدهند.
مهلت ثبت‌نام در این انتخابات از ۲۰ تا ۲۹ ژانویه ۲۰۱۸ به مدت ۹ روز بود. تأیید صلاحیت نامزدهای ریاست‌جمهوری در مصر به این صورت است که هر نامزد باید به تأیید ۲۰ نماینده پارلمان یا ۲۵ هزار شهروند واجد حق رأی از ۱۵ استان برسد. نمایندگان پارلمان نمی‌توانند بیش از یک نامزد را تأیید صلاحیت کنند و هیچ‌کس نمی‌تواند جای کس دیگری رای دهد. همین مسئله باعث بحث‌های زیاد در خصوص کاهش رقبا در انتخابات شده‌است.
در این انتخابات بیشتر افرادی که قصد نامزدی داشته‌اند به دلایل مختلف انصراف دادند یا توسط کمیسیون انتخابات رد شدند.

## اجرا
حامیان سامی حافظ عنان و خالد علی، نامزدهای سابق ریاست‌جمهوری در ثبت‌نام با مشکلاتی مواجه شدند. سیسی روی نامزدهای سابق فشار وارد کرده تا ایشان نتوانند در مقابل وی وارد انتخابات شوند.
در ۲۹ مارس ۲۰۱۸ انتخابات ریاست جمهوری مصر با مشارکت ۴۰٪ از شرکت کنندگان برگزار شد. 

## نامزدها

### نامزدهای موفق
- عبدالفتاح السیسی

وی رئیس‌جمهور وقت مصر بود. وی هنگام اعلام نامزدی خود گفت: «افرادی هستند که فاسد هستند. من نمی‌گذارم به این صندلی نزدیک شوند.» سیسی تائیدیه ۴۶۴ نماینده پارلمان مصر تقریباً معادل دو سوم اعضای پارلمان را به دست آورد.
- موسی مصطفی موسی

او یک مهندس معماری و رئیس حزب فردا است که در ۲۹ ژانویه نامزدی خود را اعلام کرد و گفت که هیئت ملی انتخابات مدارک او را پذیرفته‌است. وی مدارک خود را تنها ۱۵ دقیقه مانده به پایان مهلت قانون تقدیم این هیئت کرده بود.

### نامزدهای ناموفق
احمد شفیق، نخست‌وزیر سابق مصر و رهبر جنبش ملی که نامزد انتخابات ریاست‌جمهوری در سال ۲۰۱۲ نیز بود.

## تحریم
جنبش دموکراتیک مدنی در ۳۰ ژانویه ۲۰۱۸ اعلام کرد انتخابات را تحریم خواهد کرد.

## حواشی
بنابر مجله فارین پالیسی: «انتخابات ماه مارس به هیچ وجه نمی‌تواند نشان‌دهندهٔ محبوبیت عبدالفتاح السیسی، رئیس‌جمهور وقت مصر باشد. این انتخابات فقط نشانهٔ ادامهٔ اختلافات و جنگ قدرت داخلی بین نظامیان و سازمان‌های امنیتی است و هیچ ربطی به سازوکارهای دموکراتیک ندارد.»
محمد صلاح، فوتبالیست باشگاه فوتبال لیورپول که تیم ملی فوتبال مصر را به جام جهانی برد، بدون این که جزو کاندیداها باشد، در این انتخابات بیش از یک میلیون رای آورد و حتی آرایش از نامزد نفر دوم بیشتر بوده‌است.

## نتایج
| نامزد                         | حزب                           | آرا        | ٪     |
| ----------------------------- | ----------------------------- | ---------- | ----- |
| عبدالفتاح السیسی              | مستقل                         | ۲۱٬۸۳۵٬۳۸۷ | ۹۷٫۰۸ |
| موسی مصطفی موسی               | حزب غد                        | ۶۵۶٬۵۳۴    | ۲٫۹۲  |
| آرای سفید/باطله               | آرای سفید/باطله               | ۱٬۷۶۲٬۲۳۱  | –     |
| مجموع                         | مجموع                         | ۲۴٬۲۵۴٬۱۵۲ | ۱۰۰   |
| رأی‌دهندگان نام‌نویسی‌شده/مشارکت | رأی‌دهندگان نام‌نویسی‌شده/مشارکت | ۵۹٬۰۷۸٬۱۳۸ | ۴۱٫۰۵ |
| منبع: HEC                     |                               |            |       |